# 野望の王国
『野望の王国』（やぼうのおうこく）は、原作：雁屋哲、作画：由起賢二による日本の漫画。『週刊漫画ゴラク』（日本文芸社）にて1977年から1982年まで連載された。

## 概要
暴力による日本制覇の野望を抱く二人の青年の姿を描いたバイオレンス・ピカレスクロマン。独特な劇画調の絵柄やエキセントリックな表現は、相原コージの『サルでも描けるまんが教室』の画風の元ネタにもなった。単行本はゴラクコミックスより全28巻、愛蔵版全14巻刊行。単行本は長く絶版状態が続いていたが、2002年より同社から「完全版」全9巻として復刊。コンビニコミック「Gコミックス」が2巻まで刊行。電子書籍では「完全版」全27巻が刊行されている。
漫画評論家の呉智英は中世の美術・文化様式「バロック」に準えて過剰な装飾を施す傾向のある漫画、異様な迫力を放つ漫画を「馬鹿<バロック>漫画」と称しているが、本作はその5指に入るものと位置付けている。呉は、主人公格の二人が日本制覇の野望を抱きながらなぜか川崎市の征服に固執する点、その野望のために肉親を殺害し、戦時並みに街を焦土と化し数千人近い死傷者を出す点、東大法学部を優秀な成績で卒業するほどの知力を有しながら政治家や官僚にはならず暴力に固執する点など、あまりの効率の悪さが本作の魅力とし、「何人殺しても進まない日本制覇。このペースでは日本制覇するのに300年はかかるだろう」と推測している。
ライターの宮本直毅は本作を「衆愚社会と権力欲をリアルにとらえる純度が極まって逆に超現実的に突き抜けたバロックな世界観がやみつきになる逸品で、時期的には1970年代後半～80年代初期の劇画ブーム終焉期を飾った記念碑的作品でもある」と評している。
原作者の雁屋が手がけた前作『男組』に見られたような、「対決の結果どのような理想社会を実現するか」というようなテーマは本作にはまったく見られない。そのため登場人物のほとんどは権力を手に入れようとする悪人ばかりである。またヤクザや学生組織、軍隊、警察、宗教組織などの入り乱れる大規模な戦闘、凄惨な拷問シーンなど、過激なバイオレンス描写が頻出する。
雁屋は本作を「私にとって非常に愛着深い」としており、由起との原作・作画コンビは今作の後も漫画ゴラク誌上において同様の題材である『獅子たちの荒野』を発表している。

## あらすじ
東大法学部で政治学を修める橘征五郎と片岡仁。二人は学業で優秀な成績を収め、大学フットボールでも東大チームを優勝に導くなど教授や同窓生たちから注目を浴びていた。だが卒業後の進路を問われ、二人は研究室に残るのでもなく官公庁や一流企業に就職するのでもなく、「自分たちの野望を達成するため」に社会に出ることを宣言し、周囲を啞然とさせる。そんな折、二人のもとに征五郎の父、橘征蔵の死の報せが届く。征五郎は神奈川県随一の勢力を誇る暴力団・橘組の組長の息子であった。
征蔵亡き後、苛烈な跡目争いを経て新たな組長となった兄・征二郎の補佐として征五郎と片岡はさまざまな権謀術数を駆使し、暴力で日本を制覇するという野望実現のため暗躍する。だが強力な野心を持つ若手警察官僚・柿崎憲、謎の新興宗教団体を率いる白川天星など、独自の野望と執念を持つ人物たちも登場して互いにぶつかり合い、混迷を極める展開となる。そして征五郎はいつしか巨大な存在の兄・征二郎を倒さなければならない宿命と兄への愛情との矛盾に葛藤し、片岡もまた征二郎・征五郎の妹・文子との愛に苦悩する。
征五郎と片岡が掌握しようとする裏の暴力機構であるヤクザと、柿崎が代表する表の暴力機構である警察との対決、および双方の内部での抗争を通じ、最終的に誰が日本の暴力機構を握り日本を支配するのかが物語の焦点となる。

## 登場人物

### 橘家・橘組関係者
橘 征五郎
東京大学法学部政治学科4年で中本研究室在籍、本編の主人公。
頭脳だけでなく、体力も抜群であり関東学生リーグで万年最下位だった東大アメフト部を日本一に導き、さらにはオールアメリカン大学選抜チームとの試合にも勝ち、東大アメフト部を文字通り世界最高にまで押し上げた。
母親は神奈川県下最大の暴力団・橘組組長である橘征蔵の2番目の愛人・芳子。大侠客であった征蔵の方針で、妾腹ながら橘姓に入ったが、少年時代より本妻の子供たちからいじめられた過去がある。幼少期の辛い体験が、征五郎の暴力至上主義の原点となった。同じ妾腹同士であり、少年時代に可愛がってくれた異母兄征二郎を慕っているのだが、これが橘組の実権を握るためには兄征二郎を抹殺しなければならないという内面的な苦悩となる。橘組内若獅子会会長。
登場時の髪型は当時の大学生に普通にみられる男性レイヤードカットであったが、後半では完璧なマレットになっている。
片岡 仁
東京大学法学部政治学科4年で中本研究室在籍。法学部首席の座を征五郎と争う、知力体力とも互角の存在。 征五郎とはお互いの野望を知り協力し合うことを誓った盟友。
父親は同じく東大法学部を卒業後、国家公務員上級試験をパスして大蔵省に入ったエリートだったが、疑獄事件の罪を着せられた上、拘置所内で自殺に見せかけて殺された。この悲惨な体験が、裏世界の暴力で表の権力を支配するという野望をいだくきっかけとなった。
橘征五郎の異母妹である文子とは相思相愛の仲。橘組内若獅子会副会長。
橘 征二郎
29歳、既婚。母親は故橘征蔵の愛人花森高子。自身が幼い頃から本家の兄弟にいじめられた経験から、同じ境遇の征五郎を可愛がっている。橘征蔵の死後、長兄・征一郎が死亡したことによって橘組組長に就任。県下の国会議員、公安委員長、県警本部長をも影響下におく実力者。昔気質の侠客の親分といった風格であり人望もあるが、いったん事を起こすと容赦はしない武闘派でもある。
征五郎の野望を内心では見抜いており、兄弟愛と征五郎の野望の達成との間で彼も終始苦しみ続ける。
徳田 栄治（徳田 徳一）
通称トク。橘組内若獅子会頭取。征五郎、片岡が計画した作戦を実行面で指揮する行動隊長。 父親は橘組の鉄砲玉として死亡。その後は親戚中をたらい回しにされたあげく、橘征蔵の下に引き取られた。少年時代の征五郎とそこで知り合い、盟友となった。中学卒業後、ヤクザの世界に入って資金を貯め、徳田建設を設立。若獅子会の発足式典では徳田栄治と紹介されていたが、少年時代は徳一と名乗っており、本作品の謎のひとつになっている。
橘 文子
18歳。橘征蔵の妾腹の娘で征二郎の実妹。征五郎の異母妹。橘組本家に征二郎と同居しているが、荒事には関わらず清楚な奥ゆかしい性格。内心で片岡を慕っており、暴力の世界に身をやつす征二郎・征五郎・片岡たちの身を常に案じている。
橘 英介
橘征二郎の幼い一人息子。先天性の病で車椅子の生活を強いられている。やがて征二郎と敵対した柿崎にその身を狙われる。
赤寺 十郎
橘征二郎組長の腹心の部下であり絶対的な忠誠を誓っている。身長2メートル以上の大男。 かつて横浜の敵対組織の組長を征二郎とふたりで暗殺し、ひとりで自首して7年の刑期を勤め上げた。15歳で長男を生ませて以後子宝に恵まれ、六男四女の父親。
狡猾、残忍な性格であり、柿崎署長に逮捕された征二郎を拘置所から救い出すために、陽動のための京浜工業地帯の爆破、鉄道の脱線事故、川崎競馬場暴動と売上金強奪等の大事件を数時間のうちに同時発生させた。 征二郎同様、橘征五郎の内心の野望を喝破しており、征二郎にしばしば警告を発していた。
橘 征一郎
橘組組長橘征蔵と本妻民枝の子。30歳。橘家の長男であり傲岸粗暴な性格で通夜の準備に顔を出した征五郎の服装に突っかかるなど、他の本家の男たちと同じく妾腹の征五郎を蔑視しており兄弟仲は悪い。野望に火を灯した征五郎と片岡の戦いの犠牲者第一号として本家内で殺害され、刺客にドスで12回も刺されるという壮絶な死に際を見せた。既婚者で、作中には登場しない邦夫という息子がいる。また愛犬家としての一面を持ち数多くの名犬を育て上げており、これらは彼の死後に征五郎によって疋矢に対する餌として使用されている。
橘 征三郎
橘組組長橘征蔵と本妻民枝の子、橘征四郎とは双子の関係。28歳。征一郎死亡後の橘組告別式での混乱に乗じて征五郎片岡の放った刺客によって刺殺され、燃え盛る慈徳寺に果てた。
橘 征四郎
橘組組長橘征蔵と本妻民枝の子、橘征三郎とは双子の関係。28歳。大吉会の勢力を預かった征五郎に不満を述べるなど征一郎と同じく妾腹の征五郎を軽んじている。征一郎死亡後生じた跡目争いで征五郎の口車に乗せられ征二郎への疑惑と恐怖を抱き征二郎への戦闘態勢を敷いた。二人は征五郎の思惑通り川崎を舞台にした戦争を開始。当初は優勢に事を進めていたものの征二郎の狡知に長けた圧倒的な攻撃にあえなく敗北、他の部下たちともども拉致され、征二郎に手ずから処刑され、澄んだ瞳で自分の愚かさを認め征二郎に許しを請って果てた。
作中数コマのみ登場する妻の有子と作中に登場しない息子の康宏がいたが、征四郎の屋敷とともに焼死した模様。

### その他暴力団関係者
疋矢 繁
関西を拠点とする日本最大の暴力団・花岡組の若衆頭で、周囲からは花岡組の行動隊長と呼ばれて恐れられている。
趣味は名犬の収集であり、「関西愛犬家協会」の理事長を務めるほどの無類の犬好きで、征五郎もそれを利用して接近した。
花岡組組長花岡増吉が爆殺された後、日本最大の暴力組織である保神会から花岡組を離反させるために征五郎と片岡が行った策に乗り自ら先頭に立って花岡組内の粛清を行い、花岡組組長となった。
後に征五郎と片岡の野望を知り、太閤秀吉と蜂須賀小六との関係にたとえて全面的な協力を申し出た。征五郎と片岡の強い味方であり、彼らの野望の達成にはいなくてはならない存在の一人である。

### 警察関係者
柿崎 憲
30歳、東大法学部卒。東大法学部を首席で卒業後、国家公務員上級試験に合格し、警察庁に入ったキャリア官僚。作中で本来入るべき大蔵省に入らなかったのは、国家権力をより直接的に利用するためと語っており、この世を支配するのは暴力であるという征五郎たちと同じ認識を持っている。 狡知に長けた悪魔的な人物であり、性格においては自らの利益しか考えず友情や親愛の情など一切持たず、悪漢ぞろいの登場人物の中でもひときわ異彩を放つ。その姿は作中で「狂った悪魔」と形容されており、本作における最大のライバルである。
橘征二郎を倒す、という共通の目的から物語序盤では征五郎たちと組み征二郎を追い詰めるが様々な暗闘を経て敗北、プライドも引き裂かれ物語中盤以降ではその行動の破天荒さに拍車がかかり、彼を利用することに限界を感じた征五郎たちに裏切られ発狂、テレビの生放送中であるにもかかわらず射殺事件を起こし逃走。完全に失脚したかに見えたが日本最大の実力者、大神楽了造に取り入ることに成功し、再び復讐のため橘組壊滅に突き進む。
射撃の腕も抜群であり、多勢を相手に単独で戦ったりと戦闘力においても屈指の存在。

### 右翼
小田
「日本最大の黒幕」と称される右翼の頭目。政界・財界に暗然と影響力を行使していたが、ある企業乗っ取り事件の疑獄で柿崎に取り入られ、その力を利用されるようになってゆく。やがて、柿崎からその強大な影響力を削ぐために征五郎達によって殺される。
立馬 国造
日本最大の黒幕・小田の後を継いだ右翼の大頭目。もみ上げを残して剃り上げられた頭と軍服という出で立ちの巨漢で、身長3m以上はあるかのような描写をされている。小田と同じく大神楽によって裏社会の統率を取るよう金と権力を与えられ、最大の暴力団連合「保神会」の会長に大神楽の独断で就任。大神楽の前でこそ道化のような役回りとなっているものの、日本最大の暴力団を操るとともに自衛隊の中にも数多くの私兵を隠し持っておりその軍事力は他と一線を画す規模となっている。 小田のようなカリスマ性には欠ける小心者だが執念深く、身体的な戦闘力も凄まじい。  事あるごとに堂々とした全裸の描写があり、裏切り者たちには自ら全裸で金棒を用いて処刑を行う。また女たちを侍らせての鍼灸を好み、効果が出てくると男性器を激しく勃起させ女たちを担いで去っていくなど、己の肉体に誇りを持っている様子。

### 政界・財界の人々
松山 康一
東京大学教養学部経済学助教授。父親が神奈川県知事を務めた名門家系の出。征五郎たちにその人となりを見込まれ政治家を目指すことになる。元々気弱で地味な人物だったが、征五郎と片岡が雇ったプロたちの指導で大変身を遂げ、大衆の人気を集めるようになっていく。
征五郎と片岡の画策したニセの人命救助で名声を得、国政選挙に出馬。トップ当選を果たし、衆議院議員となった。その後、自分の候補をスキャンダルで潰された征二郎組長側に取り込まれてしまう。本人は国会議員としてやる気満々であったが、実態は表向きは征二郎組長に従い、陰では征五郎たちに従うという操り人形的立場に追い込まれた。
浜岡 達雄
衆議院議員、民自党元幹事長・浜岡派派閥長。膨大な資産家で金の力で自分の地位を築き上げていった類の政治家であり、作中でも自分のことを祖先が残した資産を食い潰した放蕩息子だと自嘲している。日本最大の実力者である大神楽と衝突したために首相になれないでいたところを征五郎たちにつけこまれ利用されることになる。
大神楽 了造
日本最大の実力者として恐れられる老人。元、民自党の大物政治家で大一線を退いたあとも元老として巨大な影響力を振るっている。作中において後半の重要なキーキャラクターであり、警察と橘組の両方に追われる身となった宿敵柿崎に新しい戸籍と日本最大の武力である保神会の会長の座を与えた。日本最大の実力者の異名は伊達ではなく、征五郎たちも幾度となく暗殺を企てたが、都度それを上回る発想と組織力で難を逃れる。日本の黒幕と謳われていた右翼の頭目小田や立馬も大神楽に任命されていた存在であった。

### 宗教関係者
白川 天星
東京大学法学部の学生でアメフト部における征五郎、片岡の後輩。母親は新興宗教団体「救国教団」の教祖白川玉堂。その息子という事で信者からは若神様と呼ばれ崇拝されているが、本人自身は宗教を単なる人間支配の道具としか考えていない。 「自分は世界でいちばん美しい」などと独白し、全裸でベッドに横たわって鏡に魅入るなどかなりのナルシスト。だが一人で橘組の屈強な組員数人を倒すなど格闘にも長じている。
登場当初は征五郎・片岡の協力者であったが物語の最後半でその真の狙いが明らかとなる。
救国教団の教義は不明だが、教団独自の洗脳された信者で構成された戦闘部隊を持ち教祖が信者と乱交パーティを開くなど、反社会的かつ狂信的な性格を持つ団体である。

## 書誌情報
- 普及版　野望の王国（ゴラク・コミックス）
  1. 雁屋哲原作、由起賢二劇画『野望の王国』 1巻、日本文芸社〈ゴラク・コミックス〉、1977年8月。ISBN 4-537-00635-8。
  2. 雁屋哲原作、由起賢二劇画『野望の王国』 2巻、日本文芸社〈ゴラク・コミックス〉、1977年8月。ISBN 4-537-00636-6。
  3. 雁屋哲原作、由起賢二劇画『野望の王国』 3巻、日本文芸社〈ゴラク・コミックス〉、1977年9月。ISBN 4-537-00637-4。
  4. 雁屋哲原作、由起賢二劇画『野望の王国』 4巻、日本文芸社〈ゴラク・コミックス〉、1977年10月。ISBN 4-537-00638-2。
  5. 雁屋哲原作、由起賢二劇画『野望の王国』 5巻、日本文芸社〈ゴラク・コミックス〉、1978年1月。ISBN 4-537-00639-0。
  6. 雁屋哲原作、由起賢二劇画『野望の王国』 6巻、日本文芸社〈ゴラク・コミックス〉、1978年3月。ISBN 4-537-00640-4。
  7. 雁屋哲原作、由起賢二劇画『野望の王国』 7巻、日本文芸社〈ゴラク・コミックス〉、1978年5月。ISBN 4-537-00643-9。
  8. 雁屋哲原作、由起賢二劇画『野望の王国』 8巻、日本文芸社〈ゴラク・コミックス〉、1978年7月。ISBN 4-537-00644-7。
  9. 雁屋哲原作、由起賢二劇画『野望の王国』 9巻、日本文芸社〈ゴラク・コミックス〉、1978年9月。ISBN 4-537-00645-5。
  10. 雁屋哲原作、由起賢二劇画『野望の王国』 10巻、日本文芸社〈ゴラク・コミックス〉、1978年11月。ISBN 4-537-00646-3。
  11. 雁屋哲原作、由起賢二劇画『野望の王国』 11巻、日本文芸社〈ゴラク・コミックス〉、1979年1月。ISBN 4-537-00647-1。
  12. 雁屋哲原作、由起賢二劇画『野望の王国』 12巻、日本文芸社〈ゴラク・コミックス〉、1979年3月。ISBN 4-537-00648-X。
  13. 雁屋哲原作、由起賢二劇画『野望の王国』 13巻、日本文芸社〈ゴラク・コミックス〉、1979年6月。ISBN 4-537-00649-8。
  14. 雁屋哲原作、由起賢二劇画『野望の王国』 14巻、日本文芸社〈ゴラク・コミックス〉、1979年8月。ISBN 4-537-00650-1。
  15. 雁屋哲原作、由起賢二劇画『野望の王国』 15巻、日本文芸社〈ゴラク・コミックス〉、1979年8月。ISBN 4-537-00752-4。
  16. 雁屋哲原作、由起賢二劇画『野望の王国』 16巻、日本文芸社〈ゴラク・コミックス〉、1979年10月。ISBN 4-537-00753-2。
  17. 雁屋哲原作、由起賢二劇画『野望の王国』 17巻、日本文芸社〈ゴラク・コミックス〉、1979年12月。ISBN 4-537-00754-0。
  18. 雁屋哲原作、由起賢二劇画『野望の王国』 18巻、日本文芸社〈ゴラク・コミックス〉、1980年2月。ISBN 4-537-00755-9。
  19. 雁屋哲原作、由起賢二劇画『野望の王国』 19巻、日本文芸社〈ゴラク・コミックス〉、1980年4月。ISBN 4-537-00756-7。
  20. 雁屋哲原作、由起賢二劇画『野望の王国』 20巻、日本文芸社〈ゴラク・コミックス〉、1980年6月。ISBN 4-537-00757-5。
  21. 雁屋哲原作、由起賢二劇画『野望の王国』 21巻、日本文芸社〈ゴラク・コミックス〉、1980年11月。ISBN 4-537-00758-3。
  22. 雁屋哲原作、由起賢二劇画『野望の王国』 22巻、日本文芸社〈ゴラク・コミックス〉、1981年8月。ISBN 4-537-00669-2。
  23. 雁屋哲原作、由起賢二劇画『野望の王国』 23巻、日本文芸社〈ゴラク・コミックス〉、1981年11月。ISBN 4-537-00670-6。
  24. 雁屋哲原作、由起賢二劇画『野望の王国』 24巻、日本文芸社〈ゴラク・コミックス〉、1982年2月。ISBN 4-537-00671-4。
  25. 雁屋哲原作、由起賢二劇画『野望の王国』 25巻、日本文芸社〈ゴラク・コミックス〉、1982年4月。ISBN 4-537-00672-2。
  26. 雁屋哲原作、由起賢二劇画『野望の王国』 26巻、日本文芸社〈ゴラク・コミックス〉、1982年6月。ISBN 4-537-00673-0。
  27. 雁屋哲原作、由起賢二劇画『野望の王国』 27巻、日本文芸社〈ゴラク・コミックス〉、1982年8月。ISBN 4-537-00674-9。
  28. 雁屋哲原作、由起賢二劇画『野望の王国』 28巻、日本文芸社〈ゴラク・コミックス〉、1982年9月。ISBN 4-537-00675-7。

- 愛蔵版　野望の王国（ゴラク・コミックス）
  1. 雁屋哲原作、由起賢二劇画『野望の王国』 Violence 1、日本文芸社〈ゴラク・コミックス〉、1988年6月。ISBN 4-537-03171-9。
  2. 雁屋哲原作、由起賢二劇画『野望の王国』 Violence 2、日本文芸社〈ゴラク・コミックス〉、1988年7月。ISBN 4-537-03177-8。
  3. 雁屋哲原作、由起賢二劇画『野望の王国』 Violence 3、日本文芸社〈ゴラク・コミックス〉、1988年8月。ISBN 4-537-03183-2。
  4. 雁屋哲原作、由起賢二劇画『野望の王国』 Violence 4、日本文芸社〈ゴラク・コミックス〉、1988年9月。ISBN 4-537-03190-5。
  5. 雁屋哲原作、由起賢二劇画『野望の王国』 Violence 5、日本文芸社〈ゴラク・コミックス〉、1988年10月。ISBN 4-537-03196-4。
  6. 雁屋哲原作、由起賢二劇画『野望の王国』 Violence 6、日本文芸社〈ゴラク・コミックス〉、1988年11月。ISBN 4-537-03201-4。
  7. 雁屋哲原作、由起賢二劇画『野望の王国』 Violence 7、日本文芸社〈ゴラク・コミックス〉、1988年12月。ISBN 4-537-03209-X。
  8. 雁屋哲原作、由起賢二劇画『野望の王国』 Violence 8、日本文芸社〈ゴラク・コミックス〉、1989年1月。ISBN 4-537-03215-4。
  9. 雁屋哲原作、由起賢二劇画『野望の王国』 Violence 9、日本文芸社〈ゴラク・コミックス〉、1989年2月。ISBN 4-537-03221-9。
  10. 雁屋哲原作、由起賢二劇画『野望の王国』 Violence 10、日本文芸社〈ゴラク・コミックス〉、1989年3月。ISBN 4-537-03225-1。
  11. 雁屋哲原作、由起賢二劇画『野望の王国』 Violence 11、日本文芸社〈ゴラク・コミックス〉、1989年4月。ISBN 4-537-03231-6。
  12. 雁屋哲原作、由起賢二劇画『野望の王国』 Violence 12、日本文芸社〈ゴラク・コミックス〉、1989年5月。ISBN 4-537-03236-7。
  13. 雁屋哲原作、由起賢二劇画『野望の王国』 Violence 13、日本文芸社〈ゴラク・コミックス〉、1989年5月。ISBN 4-537-03534-X。
  14. 雁屋哲原作、由起賢二劇画『野望の王国』 Violence 14、日本文芸社〈ゴラク・コミックス〉、1989年6月。ISBN 4-537-03539-0。

- コンビニコミック版（Gコミックス）
  1. 雁屋哲原作、由起賢二劇画『野望の王国』 Vol.1　野望燃ゆ編、日本文芸社〈Gコミックス〉、2001年6月。ISBN 4-537-15012-2。
  2. 雁屋哲原作、由起賢二劇画『野望の王国』 Vol.2　血の野望編、日本文芸社〈Gコミックス〉、2001年10月。ISBN 4-537-15020-3。

- 完全版　野望の王国（ニチブンコミックス）
  1. 雁屋哲原作、由起賢二劇画『完全版　野望の王国』 1巻、日本文芸社〈Nichibun comics〉、2002年9月27日。ISBN 4-537-10124-5。
  2. 雁屋哲原作、由起賢二劇画『完全版　野望の王国』 2巻、日本文芸社〈Nichibun comics〉、2002年9月27日。ISBN 4-537-10125-3。
  3. 雁屋哲原作、由起賢二劇画『完全版　野望の王国』 3巻、日本文芸社〈Nichibun comics〉、2002年10月26日。ISBN 4-537-10134-2。
  4. 雁屋哲原作、由起賢二劇画『完全版　野望の王国』 4巻、日本文芸社〈Nichibun comics〉、2002年11月27日。ISBN 4-537-10143-1。
  5. 雁屋哲原作、由起賢二劇画『完全版　野望の王国』 5巻、日本文芸社〈Nichibun comics〉、2002年12月26日。ISBN 4-537-10152-0。
  6. 雁屋哲原作、由起賢二劇画『完全版　野望の王国』 6巻、日本文芸社〈Nichibun comics〉、2003年1月9日。ISBN 4-537-10163-6。
  7. 雁屋哲原作、由起賢二劇画『完全版　野望の王国』 7巻、日本文芸社〈Nichibun comics〉、2003年2月27日。ISBN 4-537-10172-5。
  8. 雁屋哲原作、由起賢二劇画『完全版　野望の王国』 8巻、日本文芸社〈Nichibun comics〉、2003年3月27日。ISBN 4-537-10180-6。
  9. 雁屋哲原作、由起賢二劇画『完全版　野望の王国』 9巻、日本文芸社〈Nichibun comics〉、2003年4月24日。ISBN 4-537-10191-1。